# 폴리헥사메틸렌 구아니딘
폴리헥사메틸렌 구아니딘(polyhexamethylene guanidine; PHMG)은 인산염 유도체인 폴리헥사메틸렌 구아니딘 인산염(polyhexamethylene guanidine phosphate; PHMG-P)으로 자주 사용되는 소독제이다. 옥시레킷벤키저를 비롯한 대부분의 가습기 살균제 사건 피해를 일으킨 물질이다.